# Коскін Володимир Олексійович
Володи́мир Олексі́йович Ко́скін (нар. 27 лютого 1956, м. Кременчук, Полтавська область) — український письменник, журналіст. Член НСПУ (2012).

## Біографічні відомості
Закінчив Київський педагогічний інститут (1978). Працював методистом у Сумському обласному кіноклубі (1978—1981).
У 1981—1990 рр. — керівник літературного факультативу Уманського педагогічного училища.
Був редактором газет «Хроніка, події, коментарі» (м. Умань, 1990—2002), «Регіони» (2002—2003), головним редактором журналу «Моя половинка» (2003—2004), від 2004 — працював оглядачем відділу мистецтва і культури газети «Демократична Україна» (усі — Київ).
2011 року В.Коскін перебрався до Ірпеня і певний час проживав у Ірпінському будинку творчості письменників. Був кореспондентом журналу «Пульсар Прирпіння», щотижневика «Ірпінський вісник», потім у київських виданнях.
Мешкає в м. Буча.

## Творчість
Від 1990 року публікується в періодиці. Пише українською та російською мовами. У творчому доробку — вірші, оповідання, новели, повісті, детективні романи, нариси про відомих людей України.
У самвидаві надрукував поетичні збірки «Книга стихов о любви» (1990), «Земное и небесное» (1992).
Автор романів «Пекельним колом» (2000), «Трон для смертника, або Позбавлені долі» (2003), «Аферисты, или Искусство не быть лохом» (2005), «Короли афер» (2007), «Містифікатор» (2008), «Йоржі атакують!» (2011).
- Ірпінський Парнас: іст. лірико-гуморист. оповідь / Володимир Коскін. — Київ ; Ірпінь: Перун, 2016. — 302 с.
- Друзки і самоцвіти. Лікувальні історії від нудьги і суму / Володимир Коскін. — Київ ; Ірпінь: Перун, 2016. — 143 с.
- «Хохми і шрами» (2018).

Творчість орієнтована на вічні цінності людства, відображає перехідний період від радянщини до незалежності; зосереджена на жанрових засадах фантастики з ознаками модерності (компактна структура компонування, сюжетний динамізм, кінематографічність). Підготував до друку романи «Плутяги», «Біг по карнизу», «Вߴязні Землі», «Виворіт світу», «Азбука української літератури», «Усюди сущі коти» та ін.
У творчому доробку В.Коскіна є вірші, а також нариси про відомих людей України. Він створив цілу низку інтерв'ю з видатними людьми й  письменниками — Борисом Олійником, Іваном Драчем, Михайлом Сидоржевським, Юрієм Щербаком, Анатолієм Дімаровим, Юрієм Логвином, Леонідом Горлачем, Станіславом Бондаренком, Юрієм Мушкетиком, Миколою Славинським, Анатолієм Жиколом,  Юрієм Косіним  та іншими.

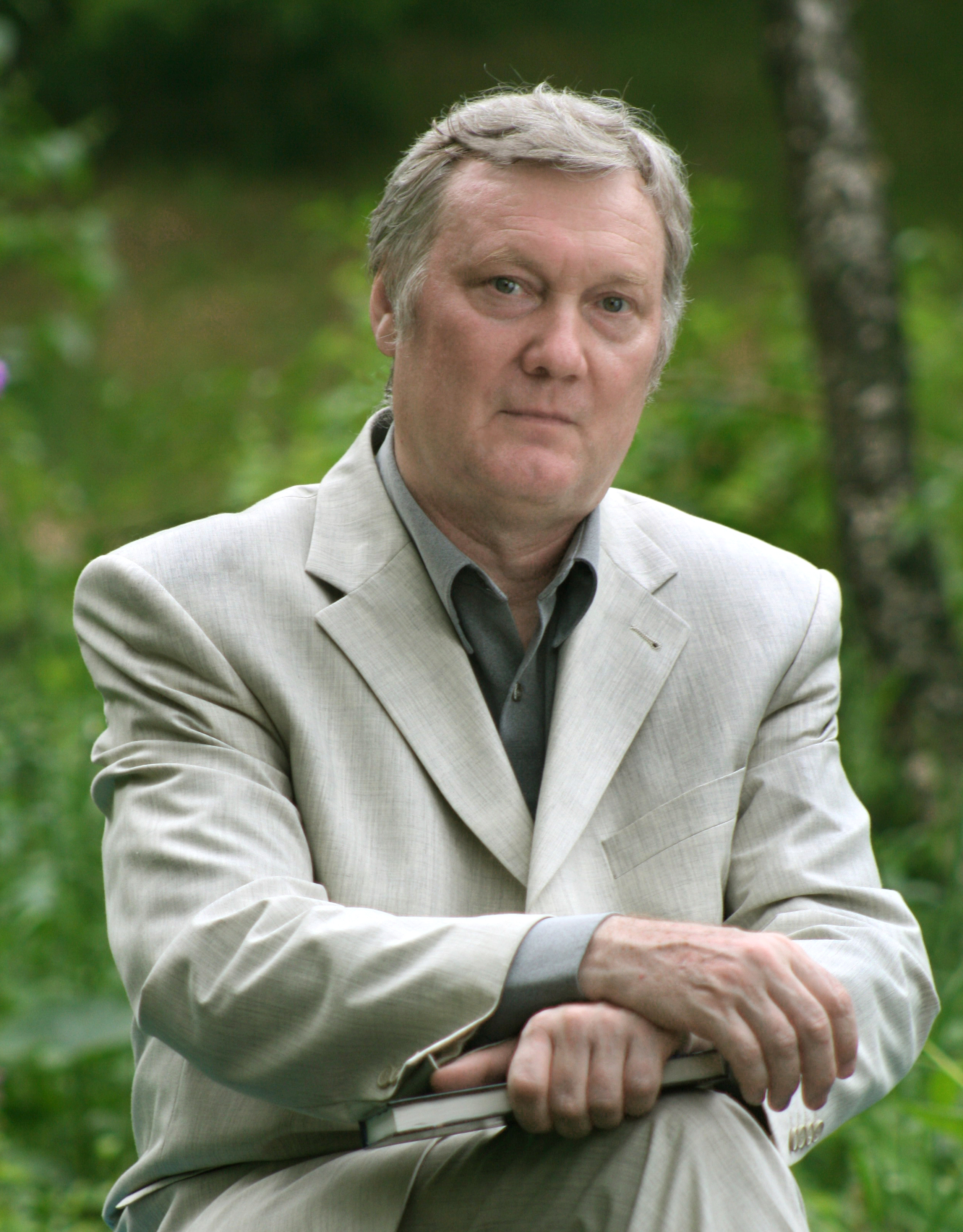
Володимир Коскін (2008 рік)

Ще одна грань таланту В.Коскіна — фотомистецтво. Він зробив фотогалерею «Руки письменників», де зафіксував майстрів слова під час їхніх виступів з якимись характерними жестами, підбірку світлин «Будинок творчості письменників» та цілий ряд фотографій річки Ірпінь. У листопаді 2017 року в Ірпінському історико-краєзнавчому музеї пройшла спільна виставка вишивок майстрині Євгенії Шудрі та фотокартин Володимира Коскіна «Подвійна краса».

## Відзнаки
- Лауреат Київського обласного літературного конкурсу «Сонячні кларнети».
- Переможець конкурсу 2018 року на здобуття літературної премії Ірпінського міського голови Володимира Карплюка «Літературний Олімп», отримав перше місце за книгу «Річка-пам'ять Ірпінь».